# The Bolted Door (film 1923)
The Bolted Door è un film muto del 1923 diretto da William Worthington. Prodotto e distribuito dalla Universal Pictures, aveva come interpreti Frank Mayo, Charles A. Stevenson, Phyllis Haver, Nigel Barrie.
La sceneggiatura di George Randolph Chester si basa sull'omonimo romanzo di George Gibbs pubblicato a New York nel 1910.

## Trama
Per poter entrare in possesso dell'eredità dello zio, Natalie Judson sposa con un matrimonio di convenienza Brooke Garriott, un meccanico da sempre innamorato della ragazza. Dopo le nozze, Natalie continua con la sua vita brillante mentre il marito si immerge sempre di più nel lavoro, studiando il progetto di un nuovo motore. Una sera, tornato a casa, trova la moglie tra le braccia di Rene Deland, un suo corteggiatore. Broole mostra loro un telegramma che annuncia la perdita della fortuna dello zio. Deland, venendo a sapere che Natalie ha perso tutto, la lascia. Ora la donna si rende conto che quello che l'ama veramente è proprio il marito.

## Produzione
Il film fu prodotto dall'Universal Pictures.

## Distribuzione
Il copyright del film, richiesto dalla Universal Pictures, fu registrato il 14 febbraio 1923 con il numero LP18668.
Distribuito dall'Universal Pictures, il film uscì nelle sale cinematografiche degli Stati Uniti il 5 marzo 1923. In Portogallo, venne distribuito il 14 settembre 1925 con il titolo A Porta Fechada.
Non si conoscono copie ancora esistenti della pellicola che viene considerata presumibilmente perduta.